# دهستان خاوران شرقی

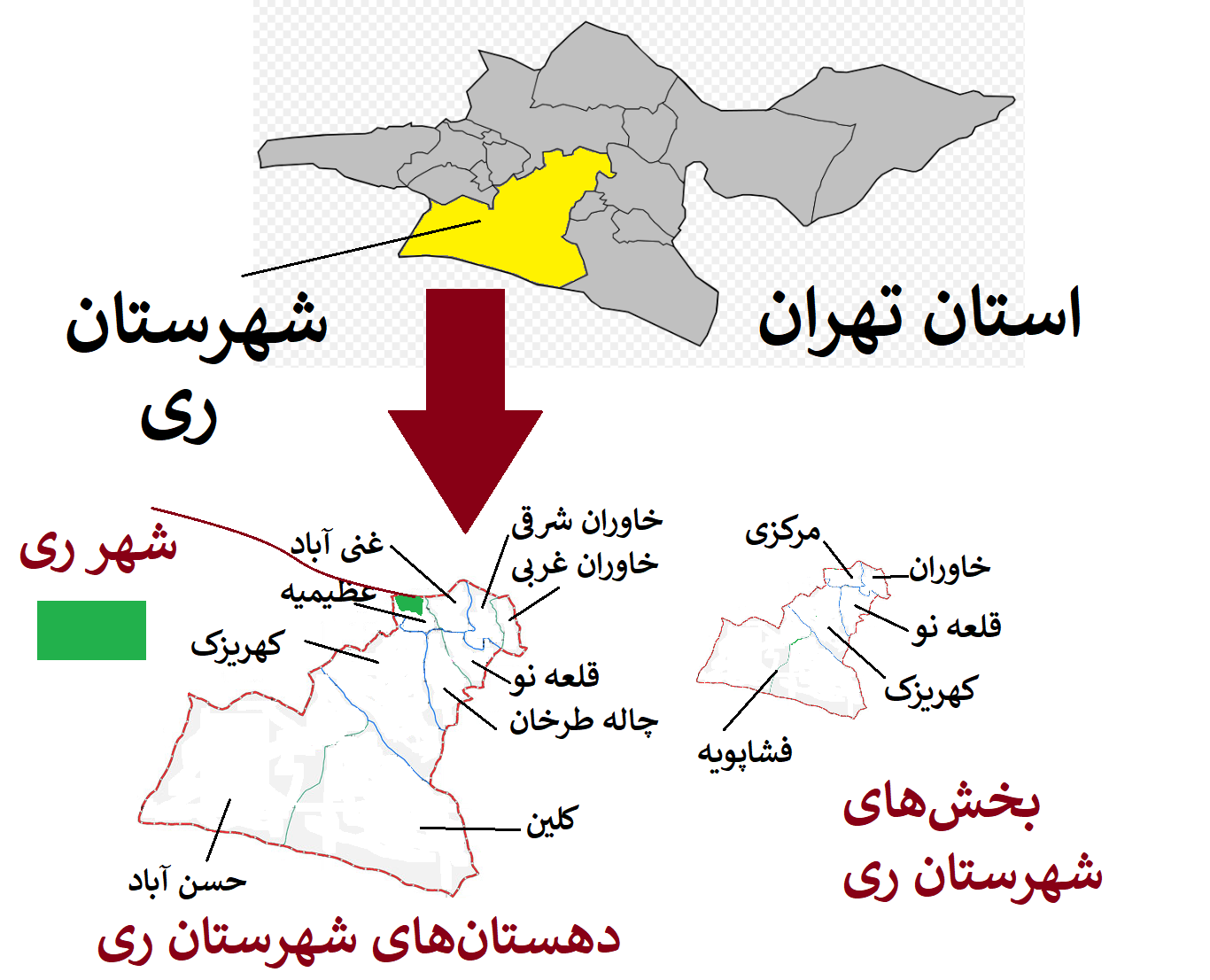
بخش‌ها و دهستان‌های شهرستان ری

دهستان خاوران شرقی یکی از دهستان‌های شهرستان ری در استان تهران ایران است. این دهستان در بخش خاوران قرار دارد و براساس سرشماری مرکز آمار ایران در سال ۱۳۹۰، جمعیت آن ۴۰۴۰۲ نفر (در ۱۱۰۶۹ خانوار) بوده‌است.